# BBC
 For alternative betydninger, se BBC (flertydig). (Se også artikler, som begynder med BBC)
British Broadcasting Corporation (BBC) er Storbritanniens nationale public service-udbyder af radio og tv, der desuden har en række internationale kanaler – deriblandt nyhedskanalen BBC World News og BBC Prime, der er en eksportkanal, der kun kan modtages uden for Storbritannien.
Kanalerne BBC1/BBC2 mfl. sendes ukodet fra satellitten Astra 2D på positionen 28,5 grader Øst. Selv om signalet er søgt snævert rettet mod de britiske øer, er det muligt at modtage i Danmark med en parabolantenne i størrelsen fra cirka 80 cm – 1,5 meters diameter.

## Galleri
| - BBC's hovedsæde, Broadcasting House i London - Mikrofon fra 1944 |